# 山田健一
山田 健一（やまだ けんいち、1946年9月11日 - ）は、日本の政治家。山口県熊毛郡平生町長（5期）。参議院議員（1期）、山口県議会議員（2期）を務めた。出生時の姓名は大田 健一。
養父は元衆議院議員の山田耻目。

## 概要
山口県熊毛郡平生町生まれ。国際基督教大学教養学部卒業。大学卒業後は養父である日本社会党所属の山田耻目衆議院議員の秘書を務める。
1979年、山口県議会議員選挙に熊毛郡選挙区から日本社会党公認で立候補したが、落選した。1983年、再度山口県議会議員選挙に立候補し、当選した。1987年、山口県議会議員再選。1989年、県議を2期目の任期途中で辞職。同年の第15回参議院議員通常選挙に日本社会党公認で山口県選挙区から立候補し、自由民主党現職の松岡満寿男を破り、当選した。なお1991年の山口県議会議員選挙では、妻の山田博子が熊毛郡選挙区から日本社会党公認で立候補したが、落選した。
1994年、参議院逓信委員長に就任。1995年の第17回参議院議員通常選挙には、日本社会党を離党し無所属で立候補したが、自民党新人の林芳正に僅差で敗れた。落選後、旧民主党に入党。1996年、第41回衆議院議員総選挙に旧民主党公認で山口2区から立候補したが、自民党前職の佐藤信二に敗れた（7年前の参院選で山田が破った、松岡満寿男も新進党公認で立候補したが落選）。
1998年、平生町長選挙に無所属で立候補し、当選した。国会議員経験者の町長就任は全国的にも珍しい（他に愛知県一色町長の都築譲がいた）。以後、3度の平生町長選挙では無投票で再選を続けた。2014年の平生町長選挙では、元平生町議会議長の田中稔が立候補したが、山田が田中を破り、5選。町長就任後、隣接する柳井市、田布施町を対象に市町村合併を推進したが、事実上頓挫した。
2019年5月21日発令の春の叙勲で、旭日中綬章を受章。